# 恵妃
恵妃（けいひ）は、中国、朝鮮、ベトナムの皇帝の妃（側室）に与えられた位・号。以下の人物に授けられた。

## 中国
- 武恵妃 - 唐の玄宗の妃。皇后に追封された。
- 蕭恵妃 - 遼の道宗の皇后（恵妃に降ろされた）。
- 徒単皇后 - 金の廃帝海陵王の皇后。初め、恵妃に封じられた。
- 大元妃 - 金の廃帝海陵王の元妃。初め、恵妃に封じられた。
- 崔恵妃 - 明の永楽帝の妃。
- 何貴妃 - 明の宣徳帝の妃。初め、恵妃に封じられた。
- 貞順恵妃 - 明の宣徳帝の側室。殉死の後、恵妃を追贈された。
- 王恵妃 - 明の英宗の妃。
- 馬恵妃 - 明の隆慶帝の妃。
- 恵妃ナラ氏 - 清の康熙帝の妃。

## 朝鮮
- 李恵妃 - 高麗の恭愍王の妃。

## ベトナム
- 范恵妃 - 黎太祖の妃。
- 三階恵妃（慈恭皇太后） - 阮朝の啓定帝の妃。